# Chilská strana zelených
Chilská strana zelených (ve španělštině Partido Verde de Chile), v minulosti Ekologická strana (Partido Ecologista), je chilská politická strana prosazující zelenou politiku. Byla založena v roce 2002, legalizovaná byla 21. ledna 2008, je členem Americké federace zelených stran a Global Greens. Hlavní kancelář má sídlo v městě Concepción.